# Exclusif colonial
Pour les articles homonymes, voir Exclusif (homonymie).
 (juin 2017).
Si vous disposez d'ouvrages ou d'articles de référence ou si vous connaissez des sites web de qualité traitant du thème abordé ici, merci de compléter l'article en donnant les références utiles à sa vérifiabilité et en les liant à la section « Notes et références ».
L'exclusif colonial ou pacte colonial est un système par lequel une métropole maintient un monopole commercial avec ses colonies. Le territoire dépendant est ainsi contraint de vendre la totalité de ses productions de matières premières au pays auquel il est soumis. Dans le même temps, la métropole exporte librement ses produits manufacturés dans sa colonie, sans être soumise à la concurrence étrangère. Il faut cependant noter que le pacte colonial ne peut pas être fait en toutes situations. En effet, si les deux pays devant faire le pacte sont en situation difficile, celui-ci ne sera pas applicable.